# Ricardo Rosset
Ricardo Rosset va ser un pilot de curses automobilístiques brasiler que va arribar a disputar curses de Fórmula 1.
Va néixer el 27 de juliol del 1968 a Sao Paulo, Brasil.

## A la F1
Ricardo Rosset va debutar a la primera cursa de la temporada 1996 (la 47a temporada de la història) del campionat del món de la Fórmula 1, disputant el 10 de març del 1996 el G.P. d'Austràlia al circuit de Melbourne.
Va participar en un total de trenta-tres curses puntuables pel campionat de la F1 disputades en tres temporades consecutives (1996 - 1998) aconseguint una vuitena posició com millor classificació en una cursa (en dues ocasions), i no assolí cap punt vàlid pel campionat del món de pilots.

## Resultats a la Fórmula 1
| Any  | Equip                   | Xassís   | Motor | 1       | 2       | 3       | 4       | 5       | 6       | 7       | 8       | 9       | 10      | 11      | 12      | 13      | 14      | 15      | 16      | 17  | Posició | Punts |
| ---- | ----------------------- | -------- | ----- | ------- | ------- | ------- | ------- | ------- | ------- | ------- | ------- | ------- | ------- | ------- | ------- | ------- | ------- | ------- | ------- | --- | ------- | ----- |
| 1996 | Footwork Hart           | Footwork | Hart  | AUS 9   | BRA Ret | EUR Ret | ARG 11  | SMR Ret | MON Ret | ESP Ret | CAN Ret | FRA 11  | GBR Ret | ALE 11  | HUN 8   | BEL 9   | ITA Ret | POR 14  | JAP 13  |     | -       | 0     |
| 1997 | Mastercard Lola F1 Team | Lola     | Ford  | AUS NVQ | BRA     | ARG     | SMR     | MON     | ESP     | CAN     | FRA     | GBR     | ALE     | HUN     | BEL     | ITA     | AUT     | LUX     | JAP     | EUR | -       | 0     |
| 1998 | Tyrrell                 | Tyrrell  | Ford  | AUS Ret | BRA Ret | ARG 14  | SMR Ret | ESP NVQ | MON NVQ | CAN 8   | FRA Ret | GBR Ret | AUT 12  | ALE NVQ | HUN NVQ | BEL NVS | ITA 12  | LUX Ret | JAP NVQ |     | -       | 0     |

### Resum
| Curses: | Victòries: | Pòdiums: | Poles: | Voltes ràpides: | Punts: |
| ------- | ---------- | -------- | ------ | --------------- | ------ |
| 33 (26) | 0          | 0        | 0      | 0               | 0      |